# Irkut MS-21
|}

Irkut MS-21 (tiếng Nga: МС‑21 "Магистральный Самолёт 21 века" - "Magistralny Samolyot 21 veka" - "Máy bay chở khách cho thế kỷ 21") là một loạt các máy bay chở khách phản lực của Nga, có tầm bay gần và trung bình. Có khả năng chở 150-212 hành khách, do Tổng công ty Irkut và Viện thiết kế Yakovlev thuộc United Aircraft Corporation (UAC) hợp tác phát triển.

Tuy là máy bay của Nga nhưng động cơ của MS-21 là PW1000G do hãng Pratt & Whitney của Mỹ chế tạo, hệ thống điện tử của Rockwell Collins, hệ thống điều khiển tích hợp của Goodrich và đồ nội thất từ C & D Zodiac tại Huntington Beach, California. Ngoài ra các khách hàng cũng có thể chọn loại động cơ do chính Nga phát triển Aviadvigatel PD-14, động cơ hiện đang được Nga thử nghiệm.

## Biến thể
MS-21-200có khả năng chở 130-176 hành khách
MS-21-300có khả năng chở 160-211 hành khách
MS-21-400
MS-21-200ER
MS-21-300ER
MS-21-400ER
MS-21-200LR

## Tính năng kỹ thuật
|                             | MS-21-200ER                                                      | MS-21-300ER                                                      | MS-21-400ER                                                      |
| --------------------------- | ---------------------------------------------------------------- | ---------------------------------------------------------------- | ---------------------------------------------------------------- |
| Kíp lái                     | 2                                                                | 2                                                                | 2                                                                |
| Số ghế                      | 136 (2 hạng, tiêu chuẩn) 162 (1 hạng)                            | 152 (2 hạng, tiêu chuẩn) 198 (1 hạng)                            | 178 (2 hạng, tiêu chuẩn) 230 (1 hạng)                            |
| Bề rộng ghế                 | 82 cm (32 in) in (2 hạng, tiêu chuẩn), 76 cm (30 in) in (1 hạng) | 82 cm (32 in) in (2 hạng, tiêu chuẩn), 76 cm (30 in) in (1 hạng) | 82 cm (32 in) in (2 hạng, tiêu chuẩn), 76 cm (30 in) in (1 hạng) |
| Chiều dài                   | 35,9 m (117 ft 9 in)                                             | 41,5 m (136 ft 2 in)                                             | 46,7 m (153 ft 3 in)                                             |
| Sải cánh                    | 35,9 m (117 ft 9 in)                                             | 35,9 m (117 ft 9 in)                                             | 36,8 m (120 ft 9 in)                                             |
| Chiều cao                   | 11,5 m (37 ft 9 in)                                              | 11,5 m (37 ft 9 in)                                              | 12,7 m (41 ft 8 in)                                              |
| Trọng lượng cất cánh tối đa | 67.600 kg (149.000 lb)                                           | 76.180 kg (167.950 lb)                                           | 87.230 kg (192.310 lb)                                           |
| Thể tích khoang hàng        | 37,4 m3 (1.320 ft khối)                                          | 53,3 m3 (1.880 ft khối)                                          | 70,1 m3 (2.480 ft khối)                                          |
| Tầm bay đầy tải             | 5.000 km (3.100 mi)                                              | 5.000 km (3.100 mi)                                              | 5.500 km (3.400 mi)                                              |
| Động cơ (x 2)               | Aviadvigatel PD-14A Pratt & Whitney PW1400G                      | Aviadvigatel PD-14 Pratt & Whitney PW1400G                       | Aviadvigatel PD-14M Pratt & Whitney PW1400G                      |
| Lực đẩy max (x 2)           | 122,6 kN 12.500 kgf; 27.558 lbf                                  | 137,3 kN 14.000 kgf; 30.865 lbf                                  | 153 kN 15.600 kgf; 34.392 lbf                                    |

## Đơn đặt hàng
| Ngày                | Công ty               | EIS       | Kiểu      | Kiểu      | Kiểu      | Kiểu     | Tham khảo     |
| Ngày                | Công ty               | EIS       | MS-21-200 | MS-21-300 | MS-21-400 | Tùy chọn | Tham khảo     |
| ------------------- | --------------------- | --------- | --------- | --------- | --------- | -------- | ------------- |
| 1 tháng 9 năm 2010  | Aeroflot              | 2016      | 50        | 50        | 50        | 0        | [ 7 ]         |
| 7 tháng 6 năm 2010  | Crecom Burj Resources | 2016      | 25        | 25        |           |          | [ 8 ]         |
| 21 tháng 7 năm 2010 | Nordwind Airlines     | ?         | 3         | 3         | 3         | 2        |               |
| 21 tháng 7 năm 2010 | VEB Leasing           | ?         | 15        | 15        | 15        | 15       |               |
| 18 tháng 8 năm 2011 | Ilyushin Finance Co.  | 2019      | -         | 28        | -         | 22       | [ 9 ] [ 10 ]  |
| 23 tháng 8 năm 2011 | Rostekhnologii        | 2017      | 33        | 52        | -         | -        | [ 11 ] [ 12 ] |
| 16 tháng 9 năm 2011 | IrAero                | ?         | -         | 10        | -         | -        | [ 13 ]        |
| Tổng cộng           | Tổng cộng             | Tổng cộng | 241       | 241       | 241       | 39       |               |